# فاطمه گوارایی
فاطمه گوارایی (متولد ؟ در قزوین - ) فعال سیاسی، زندانی سیاسی و روزنامه‌نگار ملی-مذهبی ایرانی است.

## فعالیت‌های سیاسی
فاطمه گوارایی در قزوین به دنیا آمد. او فعالیت‌های خود را از گروه موحدین انقلابی آغاز کرده و در سال ۱۳۶۵ به همین دلیل دستگیر شد. وی پس از آزادی از زندان و با تشکیل شورای فعالان ملی-مذهبی به فعالیت‌های سیاسی اش در این شورا ادامه داد.

## فعالیت‌های رسانه‌ای
گوارایی بعد از آزادی به فعالیت‌های روزنامه‌نگاری پرداخت و در روزنامه‌های نشریات توقیف شدهٔ امیدزنجان، پیام هاجر و
گوارایی در سال ۲۰۰۲ به همراه مهرانگیز کار و روشنک داریوش برندۀ جایزۀ سازمان دیده‌بان حقوق بشر، به نام جایزه هلمن همت شد.

## حبس و زندان و احضار
گوارایی بارها در دوران‌های مختلف فعالیت خود دستگیر شده‌است. که برخی از آن‌ها عبارتند از:
- دستگیری سال ۱۳۶۵ در گروه موحدین انقلابی[۴]
- دستگیری به همراه اعضای گروه ملی مذهبی در منزل محمد بسته‌نگار 1379[۵]
- دستگیری برای برگزاری ۸ مارس روز جهانی زن[۶]
- برگزاری دادگاه به اتهام عضویت در گروه برانداز در دادگاه انقلاب شعبه ۲۸ مهرماه ۱۳۸۰[۷]

## آثار و نوشته‌ها
- م‍ی‍راث‌ ف‍ل‍س‍ف‍ی‌ م‍ا،  گردآوری آث‍اری از ح‍س‍ن‌ ح‍ن‍ف‍ی‌...، ت‍ه‍ران‌: ن‍ش‍ر ی‍ادآوران‌، ۱۳۸۰.